# Félix Garrigou
Pour les articles homonymes, voir Garrigou.
Joseph Louis Félix Garrigou, né le 17 septembre 1835 à Tarascon-sur-Ariège où il est mort le 18 mars 1920, est un médecin, spéléologue et hydrologue français. Il est le fils de l'historien Adolphe Garrigou (1802-1893).

## Biographie
Il fait des études de médecine à Toulouse puis à Paris où et obtient son diplôme de docteur en médecine en 1860. Il devient médecin à Ax-les-Thermes et à Luchon, dans les Pyrénées.
Dès 1861, il s'intéresse aux origines de l'homme et procède à de nombreuses explorations de grottes, d'abord en Ariège, puis dans tout le Sud-Ouest de la France.
En 1869, il est chimiste du tribunal de Luchon et directeur des laboratoires de chimie agricole à Toulouse. 
Il enseigne à la faculté de médecine de Toulouse où il obtient en 1891 la première chaire d'hydrologie médicale de France. Il est nommé professeur la même année. Il est à l'origine de la fondation en 1913 de l'Institut d'hydrologie, dont il devient le directeur.
Il contribue grandement dans les domaines de l'hydrologie, la toxicologie et de la métallothérapie. Il construit des instruments d'hygiène médicale.
Avec le docteur Félix Régnault, il réalise des recherches préhistoriques, entre autres, dans la grotte de la Vache à Alliat.

## Sources
- Steve Hagimont, « Félix Garrigou (1835-1920), “Le père de l’hydrologie

française” et les vicissitudes du thermalisme », Revue de Comminges et des Pyrénées centrales, no 132,‎ 2016 (lire en ligne [PDF])
- « Les grandes figures disparues de la spéléologie française », Spelunca (Spécial Centenaire de la Spéléologie), no 31,‎ juillet-septembre 1988, p. 52 (lire en ligne)
- Delanghe, Damien, Médailles et distinctions honorifiques (document PDF), in : Les Cahiers du CDS no 12, mai 2001.
- Association des anciens responsables de la fédération française de spéléologie : In Memoriam.
- Archives de Félix Garrigou, conservées à la BU de l'Arsenal, Université Toulouse Capitole
- "Félix Garrigou", Tolosana